# Синдром хиперстимулације јајника
Синдром хиперстимулације јајника (СХЈ) је медицинско стање које се најчешће може јавити код жена које узимају лекове за плодност како би стимулисала раст јајних ћелија, а у спорадичним случајевима код других жена. У већина случајева синдром је благ, а код ретких случајева у којих је стање озбиљно синдром може довести до озбиљне болести или чак смрти.
Учесталост СХЈ варира и зависи од фактора ризика жене, управљања и метода надзора. Око 5% лечених жена може да се сусреће са умереним до тешким СХЈ. 
СХЈ се може јавити код жена које су подвргнуте вантелесној оплодњи (ИВФ) или индукцији овулације лековима у виду ињекције. Мање често, СХЈ се дешава у току лечења плодности  употребом лекова који се узимају на уста, као што је кломифен.
Лечење зависи од тежине стања. СХЈ се може побољшати сам од себе у благим случајевима, док у тешким случајевима може бити потребна хоспитализација и додатни третман.

## Етиологија
Узрок СХЈ није у потпуности схваћен. Висок ниво хуманог хорионског гонадотропина (hCG)  — хормона који се обично производи током трудноће — уведен у систем жене игра посебну улогу. Крвни судови јајника ненормално реагују на хумани хорионски гонадотропин (hCG) и почињу да пропуштају течност. Ова течност набубри јајнике, а понекад се велике количине крећу у трбуху. 
Током третмана плодности, hCG се може дати као "окидач" тако да ће зрели фоликул ослободити своје јаје. СХЈ се обично дешава у року од недељу дана након што жена прими ињекцију hCG. Ако затрудни током циклуса лечења, СХЈ се може погоршати јер тело почне да производи сопствени hCG као одговор на трудноћу.
Ињекциони лекови за плодност имају већу вероватноћу да изазову СХЈ него лечење кломифеном, леком који се даје као пилула на уста. Понекад се СХЈ јавља спонтано, и није повезан са третманима плодности.
Спорадични случајеви СХЈ (који су јако ретки) могу имати генетску компоненту. И терапија кломифеном цитратом може (ретко) довести до СХЈ. 

### Фактори ризика
Фактори ризика укључују:
- синдром полицистичних јајника,
- старост испод 35 година,
- мала телесна тежина,
- претходне епизоде СХЈ,
- висок број антралних фоликула,
- развој многих фоликула јајника под стимулацијом,
- екстремно повишене концентрације естрадиола у серуму,
- употреба hCG за коначно сазревање и/или ослобађање јајних ћелија,
- наставак употребе hCG за подршку лутеину,
- појава трудноће (која резултује производњом hCG).

## Клиничка слика
Симптоми СХЈ често почињу у року од недељу дана након употребе ињекционих лекова за стимулацију овулације, мада понекад може проћи две недеље или дуже да се симптоми појаве. Симптоми могу варирати од благих до тешких и могу се погоршати или побољшати током времена.

### Благи до умерени облик
Са благим до умереним синдромом хиперстимулације јајника, симптоми могу укључивати:
- благи до умерени бол у трбуху,
- надимање трбуха или повећан струк,
- мучнину,
- повраћање,
- пролив,

Неке жене које користе ињекционе лекове за плодност добијају благи облик СХЈ. Ово обично нестаје након отприлике недељу дана. Али, ако дође до трудноће, симптоми СХЈ се могу погоршати и трајати неколико дана до недеља.

### Тешки облик
Код жена са тешким синдромом хиперстимулације јајника, можгу се јавити следећи симптоми: 
- брзо добијање на тежини - више од 1 килограма за 24 сата,
- тешки бол у трбуху,
- тешка, упорна мучнина и повраћање,
- крвни угрушци,
- смањење мокрења,
- краткоћа даха,
- затегнут или увећан трбух.

## Терапија
Лечење СХЈ зависи од тежине хиперстимулације. 
Благи СХЈ се може лечити конзервативно праћењем абдоминалног обима, тежине и нелагодности на амбулантној основи све док не дође до зачећа или менструације. Зачеће може довести до погоршања благог СХЈ који постаје тежи.
Умерени СХЈ се лечи мировањем у кревету, течностима и помним праћењем лабораторија као што су електролити и крвна слика. Ултразвук се може користити за праћење величине фоликула јајника. У зависности од ситуације, лекар може пажљиво пратити унос и излучивање течности код жена на амбулантној основи, тражећи повећану неслагање у равнотежи течности (одступање од преко 1 литра је разлог за забринутост). Резолуција синдрома се мери смањењем величине фоликуларне цисте на 2 узастопна ултразвука. 
У одреженим случајевима може бити неопходна аспирација накупљене течности (асцитес) из трбушне/плеуралне дупље, као и опиоиди за бол. Ако се СХЈ развије у оквиру ИВФ протокола, може бити паметно одложити трансфер пре-ембриона јер успостављање трудноће може продужити време опоравка или допринети тежем току. Временом, ако се пажљиво прати, стање ће се природно вратити у нормалу – тако да је лечење обично подржавајуће, иако ће жена можда морати да се лечи или хоспитализује због бола, парацентезе и/или интравенске хидратације

## Компликације
Тешки синдром хиперстимулације јајника је неуобичајен, али може бити опасан по живот. Компликације могу укључивати:
- sакупљање течности у трбуху и понекад у грудима,
- поремећаји електролита (натријум, калијум, други),
- стварање крвних угрушака у великим крвним судовима, обично у ногама,
- отказивање бубрега,
- увртање јајника (торзија јајника),
- руптура цисте у јајнику, што може довести до озбиљног крварења,
- проблеми са дисањем,
- губитак трудноће услед побачаја или прекида због компликација,
- ретко, смрт.

## Превенција
Да би жена смањила шансе за развој синдрома хиперстимулације јајника, морало би да има  индивидуални план употребе лекове за плодност, и честе и редовне контроле здравствених радника који би требало да пажљиво прати сваки циклус лечења, укључујући честу примену ултразвука како би се проверио развој фоликула и крвних тестове како би проверио ниво хормона.
| Стратегија                      | Опис |
| ------------------------------- | --- |
| Подешавање лекова               | У терапији лекар користи најнижу могућу дозу гонадотропина да би стимулисао јајнике и покренуо овулацију. |
| Додавање лекова                 | Како се сматра да неки лекови смањују ризик од СХЈ без утицаја на изгледе за трудноћу, терапија укључује ниске дозе аспирина; агонисти допамина као што су карберголин или киноглоид; и инфузије калцијума. Давање лека метформина женама које имају синдром полицистичних јајника током стимулације јајника може помоћи у спречавању хиперстимулације. |
| Пауза                           | Ако је ниво естрогена висок или жена има велики број развијених фоликула, лекар може наложити жени да престанете са убризгавањем лекова и сачека неколико дана пре него што да hCG , који покреће овулацију. |
| Избегавање употребе hCG окидача | Пошто се СХЈ често развија након давања ињекције ХЦГ окидача, развијене су алтернативе за ХЦГ за окидање помоћу агониста гонадотропин-ослобађајућег хормона (Гн-РХ), као што је леупролид (Лупрон), као начин да се спречи или ограничи СХЈ. |
| Замрзавање ембриона             | Ако сте подвргнути вантелесној оплодњи (ИВФ), сви фоликули (зрели и незрели) могу бити уклоњени из ваших јајника како би се смањила могућност СХЈ. Зрели фоликули су оплођени и замрзнути, а вашим јајницима је дозвољено да мирују. Можете наставити са ИВФ процесом касније, када ваше тело буде спремно.                                             |